# Puerto de Belfast
El Puerto de Belfast (en inglés: Port of Belfast) es un centro marítimo importante en Irlanda del Norte (Reino Unido), manejando el 67% del comercio marítimo del mar de Irlanda del Norte y casi el 25% del de toda la isla de Irlanda. Es una puerta de enlace vital para las materias primas, las exportaciones y los bienes de consumo, y también es líder de logística de Irlanda del Norte y como centro de distribución. 
El Puerto de Belfast es la sede y cuna de muchas empresas de Irlanda del Norte muy conocidas, como el Aeropuerto George Best City, Harland y Wolff, Bombardier, Odyssey, el Parque Científico de Irlanda del Norte, el barrio Titanic y Titanic Belfast. Dentro de la propiedad se encuentran más de 700 empresas, que emplean a 21.000 personas.